# Call Your Friends
Albums de Zebrahead
Get Nice!
(2011)
Call Your Friends est le dixième album du groupe punk rock californien Zebrahead. Sa sortie a eu lieu le 16 août 2013.

## Liste des pistes
| No  | Titre                                      | Durée |
| --- | ------------------------------------------ | ----- |
| 1.  | Sirens                                     | 3:26  |
| 2.  | I'm Just Here for the Free Beer            | 3:42  |
| 3.  | With Friends Like These, Who Needs Herpes? | 3:39  |
| 4.  | Call Your Friends                          | 3:07  |
| 5.  | Murder On the Airwaves                     | 3:38  |
| 6.  | Public Enemy Number One                    | 3:30  |
| 7.  | Born to Lose                               | 2:59  |
| 8.  | Stick Em Up Kid!                           | 3:15  |
| 9.  | Automatic                                  | 2:51  |
| 10. | Nerd Armor                                 | 2:58  |
| 11. | Panic In the Streets                       | 3:46  |
| 12. | Don't Believe the Hype                     | 3:35  |
| 13. | Until the Sun Comes Up                     | 3:01  |
| 14. | Last Call                                  | 3:42  |

| 15. | Sex, Lies & Audiotape  | 3:13 |
| 16. | Battle of the Bullshit | 3:16 |
| 17. | Ready Steady Go        | 3:18 |